# Frătăuții Vechi
Frătăuții Vechi là một xã thuộc hạt Suceava, România. Dân số thời điểm năm 2002 là 4663 người.